# Heilung eines Blindgeborenen

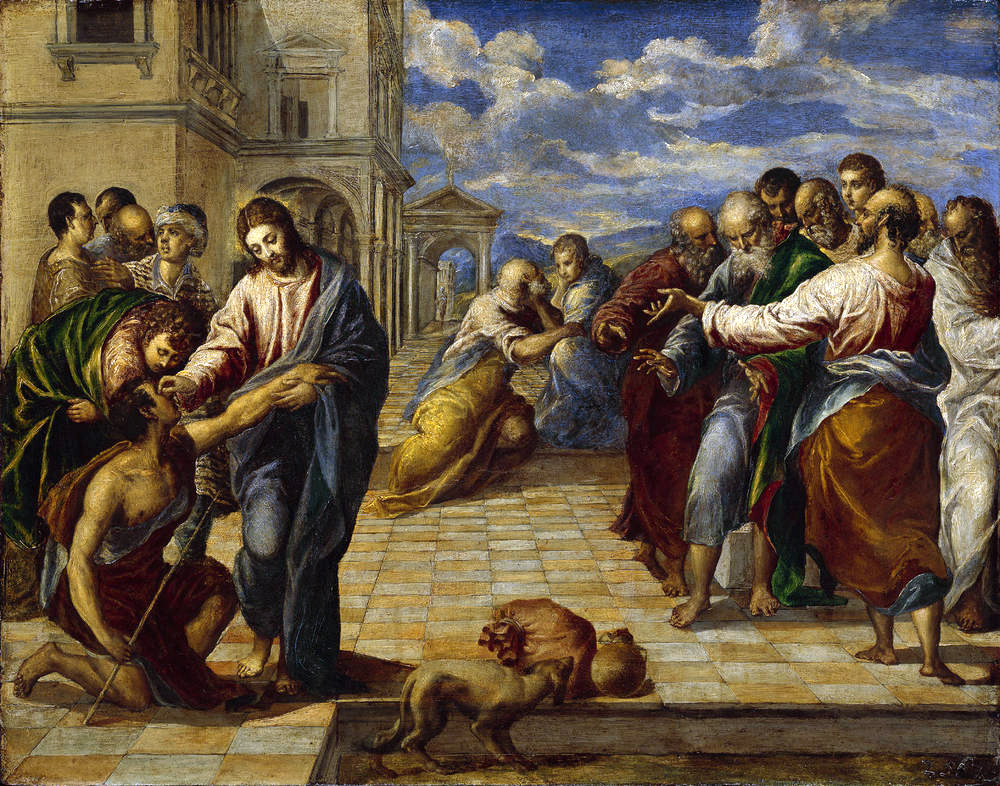
El Greco: Heilung des Blindgeborenen

Die Heilung eines Blindgeborenen ist eine Wundergeschichte der Bibel nach dem Johannesevangelium (Joh 9,1–41 ). Das Johannesevangelium versteht sie als eines der sieben „Zeichen“ (griechisch σημεῖα) Jesu, die in diesem Evangelium erzählt werden, um den Glauben der Leser zu wecken (Joh 20,31 ).

## Handlung
Die Geschichte erzählt, wie Jesus mit seinen Jüngern an einem Blindgeborenen vorübergeht und von ihnen gefragt wird, wer denn schuld an der Blindheit dieses Mannes sei: er selbst oder seine Eltern. Jesus antwortet, dass an ihm Gottes Werk offenbart werden soll und heilt ihn, indem er ihm ein Gemisch aus Speichel und Erde auf die Augen streicht und ihn darauf zum Teich von Siloah schickt. Es folgt ein Streitgespräch mit einigen Pharisäern, da, wie erst jetzt erzählt wird, die Heilung an einem Sabbat stattfand.

## Deutung
Eine verbreitete Auffassung sah damals in einer Krankheit oder Behinderung eine Strafe Gottes für begangene Schuld. Da der Mann jedoch schon blind geboren wurde, beschäftigte die Jünger die Frage, ob er denn selbst an seiner Behinderung schuld sein kann oder ob seine Eltern Schuld auf sich geladen haben und mit der Geburt eines blinden Kindes bestraft wurden. Jesus bricht diesen Tun-Ergehen-Zusammenhang auf, indem er die Frage nach der Ursache mit „weder noch“ beantwortet und stattdessen darauf hinweist, dass die Behinderung dieses Mannes einen Zweck habe: Gottes Werke sollen – in der nachfolgenden Heilung – an ihm offenbart werden.
Der Lehmbrei, den Jesus dem Mann auf die Augen streicht, kann in mehrfacher Hinsicht gedeutet werden. Zum einen könnte es sich um eine Anlehnung an medizinische Behandlungsmethoden der damaligen Zeit gehandelt haben. Auffällig ist jedoch, dass Jesus bei vielen seiner Heilungen die Berührung des Kranken nicht scheut, ohne jegliche Angst vor kultischer Verunreinigung. Die Geste ist auch eine Anspielung auf die Erschaffung des Menschen, welche die Bibel mit dem Symbol der Erde wiedergibt, die Gott formt und der er den Lebensatem einhaucht.
Die Erzählung steht in unmittelbarem Zusammenhang mit einem Streitgespräch mit einigen Pharisäern über die Frage, ob denn am Sabbat geheilt werden darf. Anders als bei den synoptischen Streitgesprächen um den Sabbat klingt hier durch, dass der Evangelist zu der Frage der Sabbatheiligung und den jüdischen Gruppen zur Zeit Jesu schon eine größere Distanz hat.
Die Geschichte der Blindenheilung steht im Gesamtkontext eines Dualismus der Begriffe „Blindsein“ und „Sehen“, die von Jesus in einem übertragenen Sinne verwendet werden.